# Hoyos (kommunhuvudort)
Hoyos är en kommunhuvudort i Spanien.   Den ligger i provinsen Provincia de Cáceres och regionen Extremadura, i den centrala delen av landet, 260 km väster om huvudstaden Madrid. Hoyos ligger 519 meter över havet och antalet invånare är 963.
Terrängen runt Hoyos är huvudsakligen kuperad, men österut är den platt. Runt Hoyos är det glesbefolkat, med 12 invånare per kvadratkilometer. Närmaste större samhälle är Moraleja, 12,7 km söder om Hoyos. 